# Čeněk z Ojvína
Čeněk z Ojvína (* před rokem 1290) byl český šlechtic z rodu Ronovců, konkrétně rodu pánů z Lipé. Stal se zakladatelem další větve Ronovců, pánů z Pirkštejna.

## Život
Poprvé je zmiňován v roce 1290, kdy zřejmě sídlil na Ojvíně. Byl bratrem Jindřicha z Lipé a spolu s ním se v roce 1296 ocitl na královském dvoře. Za otce obou bratrů byl dlouho považován Chval z Lipé, dle novějších výzkumů je však pravděpodobnější, že jím byl Chvalův syn Čeněk z Lipé (Chenko de Lipa, zmiňovaný v roce 1277). Čeněk z Ojvína byl nejspíš zakladatelem hradu Sloup v severních Čechách, který byl tehdy nazván Perkenstein či Birkenstein. V letech 1305–1306 zastával funkci správce královských lesů.
Je sporné, zda Čeněk z Pirkštejna, který je doložen k roku 1324 a ještě k roku 1330, je toutéž osobou, i když je v závěti Bertolda z Lipé, syna Jindřicha z Lipé (z roku 1346), označován jako Bertoldův strýc. O něm je známo, že se oženil s Jitkou z Hončovic, čímž získal nějaké statky na Moravě. Jejich syn Jan Ješek později přenesl rodové sídlo na Rataje a tamější hrad byl přejmenován na Pirkštejn.